# Michael Jackson (kyrkoman)
Michael Jackson, född 24 maj 1956, är präst och ärkebiskop i Irländska kyrkan inom den anglikanska kyrkogemenskapen. Han tjänstgjorde 2002–2011 som biskop av Clogher, innan han valdes till ärkebiskop av Dublin och biskop av Glendalough. Som ärkebiskop av Dublin är han också metropolit för Irlands södra kyrkoprovins, Förenade kyrkoprovinserna Dublin och Cashel och primas för Irland. 